# Барон Інчіквін

Герб баронів Інчіквін.

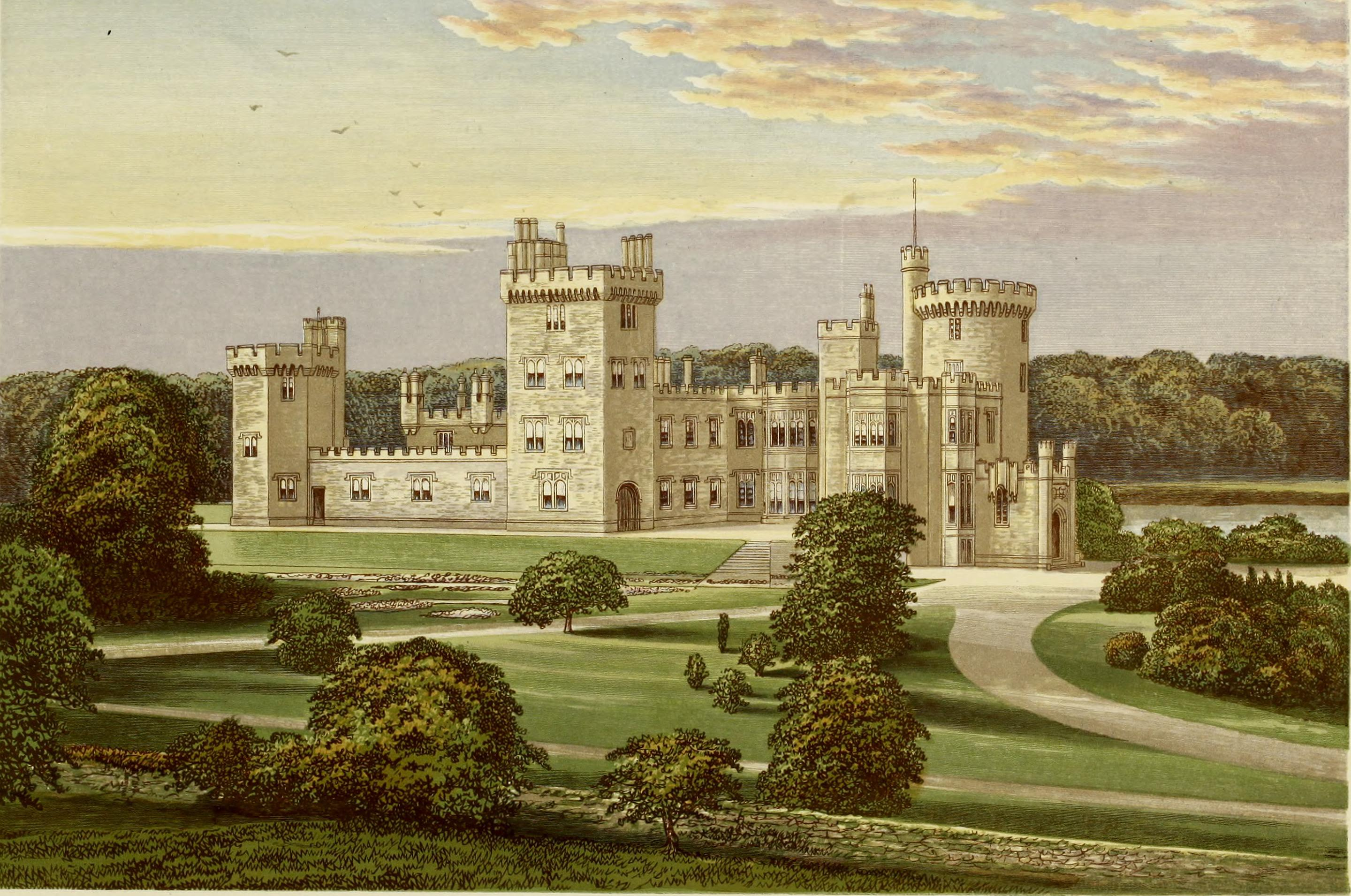
Замок Дромоленд резиденція баронів Інчіквін.

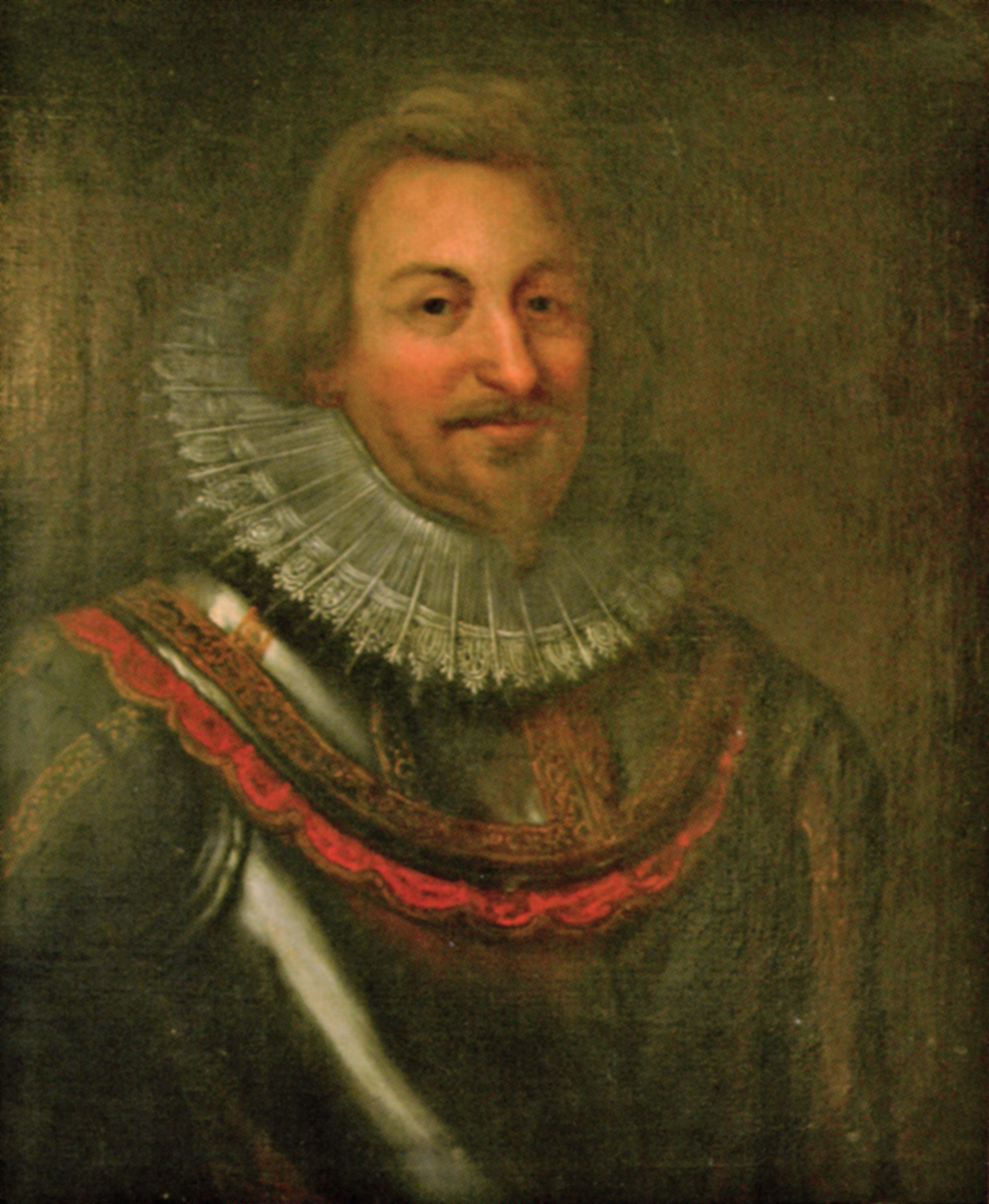
Мурроу О’Браєн (пом. 1551) – І граф Томонд, І барон Інчіквін.

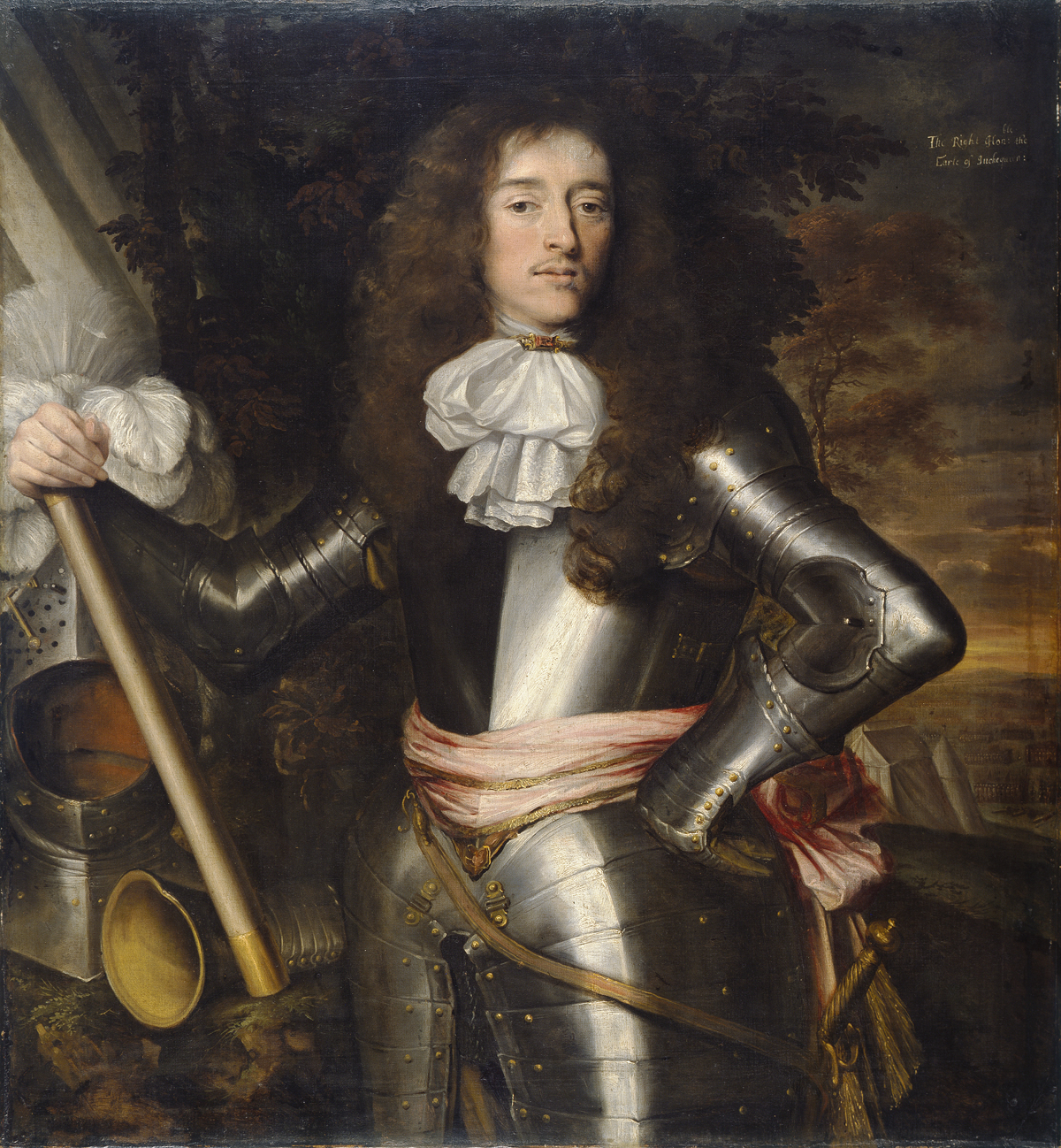
Мурроу О’Браєн (1618–1674) – І граф Інчіквін, VI барон Інчіквін.

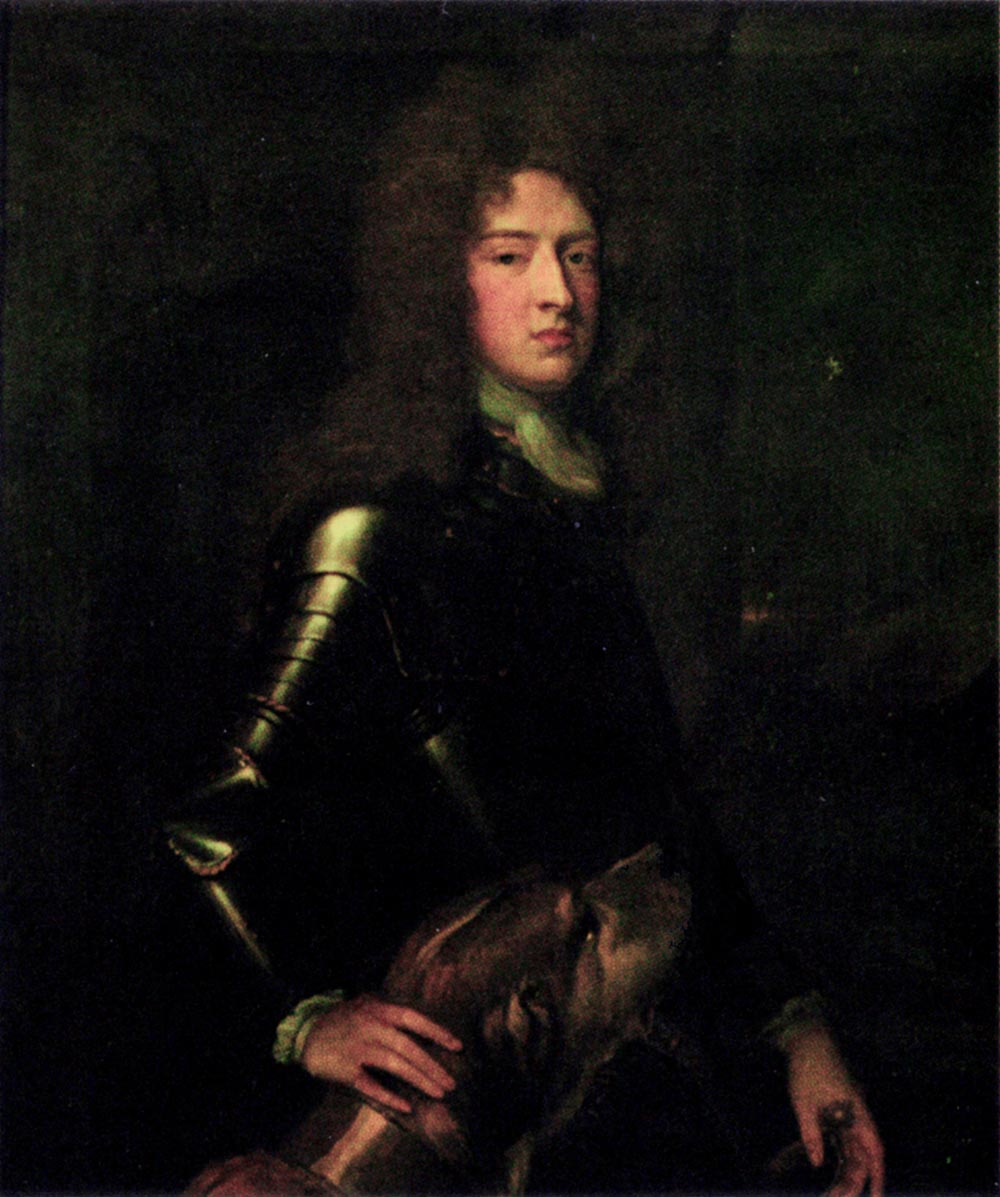
Вільям О’Браєн (1662 – 1719) – III граф Інчіквін, VIII барон Інчіквін.

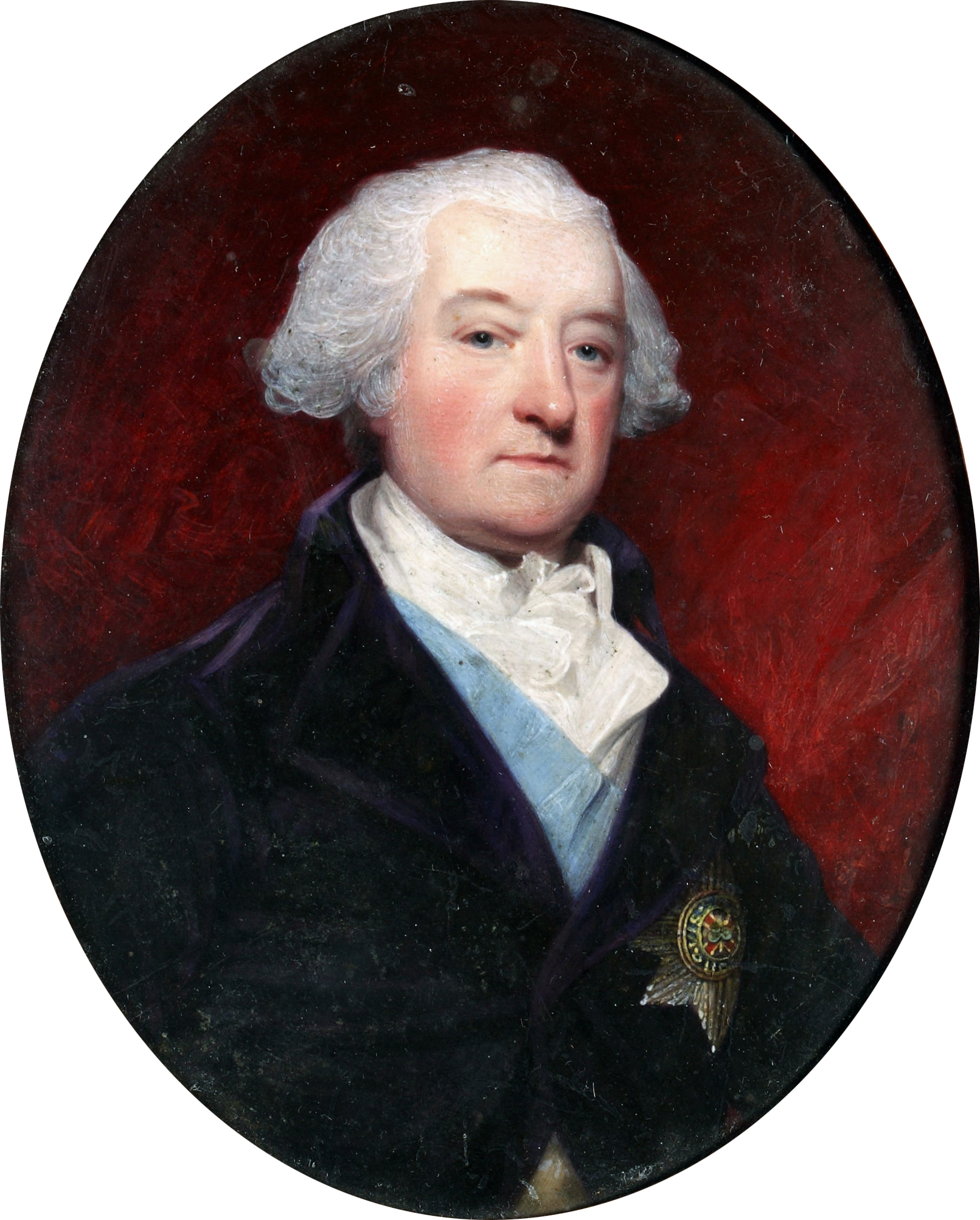
Мурроу О’Браєн (1726 – 1808) – І маркіз Томонд, V граф Інчіквін, Х барон Інчіквін.

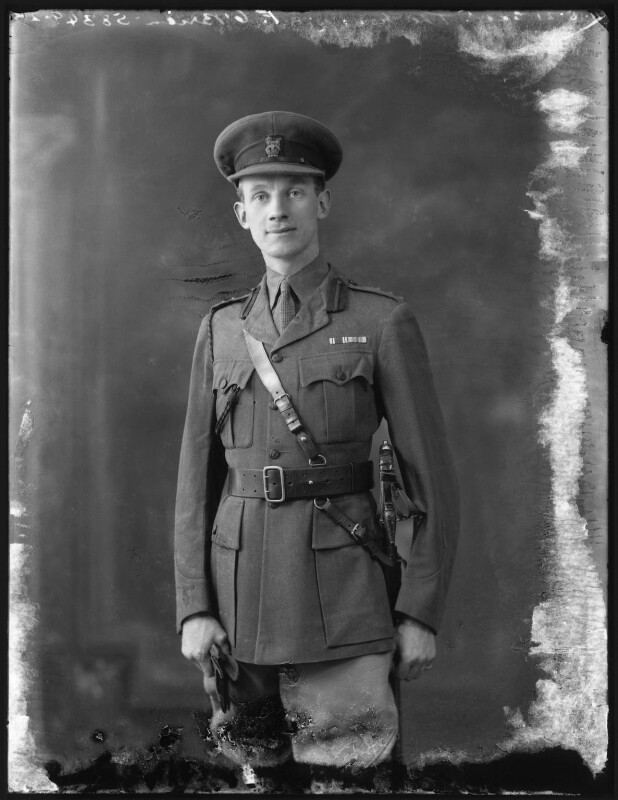
Донах Едвард Фостер О’Браєн (1897 – 1968) – XVI барон Інчіквін.

Барони Інчіквін (англ. – Baron Inchiquin, ірл. - Barún Inse Uí Chuinn) – барун Інсе Ві Куінн – аристократичний титул в Ірландії, пер Ірландії, нащадки королів Томонду, вожді клану О’Браєн. Довгий час володіли титулами лорд Інчіквін, граф Томонд, граф Інчіквін, маркіз Томонд. У перекладі з ірландської титул означає - Барони Острова Онуків Куіна. 

## Історія баронів Інчіквін
Титул барон Інчіквін був створений для Мурроу О’Браєна – короля ірландського королівства Томонд, нащадка верховного короля Ірландії Браєна Бору. Титул була даровано в обмін на цілковиту капітуляцію – в обмін на відмову від ірландських титулів, прийняття англійських звичаїв та законів, на обіцянку вірності короні Англії, в обмін на відступництво від католицької віри і перехід до англіканської церкви. Мурроу О’Браєну було даровано титули графа Томонд та барона Інчіквін в перстві Ірландії.
Після його смерті в 1551 році його титул графа Томонд успадкував його племінник Донох О’Браєн, що став ІІ графом Томонд, а титул барона Інчіквін успадкував його син Дермод О’Браєн, що став ІІ бароном Інчіквін. Праправнук Дермода – VI барон Інчіквін був видатним військовим під час війни за незалежність Ірландії 1641 – 1653 років (так званої «Війни трьох королівств»), що одночасно була громадянською війною на Британських островах. Він спочатку воював на стороні англійського парламенту, а потім на стороні роялістів під час завоювання Олівером Кромвелем Ірландії. У 1654 році баронам Інчіквін було даровано титул графів Інчіквін в перстві Ірландії. 
Титул успадкував його син Вільям О’Браєн, що став ІІ графом Інчіквін, що потім став англійським губернатором Танджера та губернатором Ямайки. Його син – Вільям О’Браєн – ІІІ граф Інчіквін став губернатором Кінсейлу в 1693 році. IV граф Інчіквін, якого теж звали Вільям О’Браєн представляв Вінзор, Кемелфорд та Ейлсбері в палаті громад парламенту Великої Британії.
V граф Інчіквін - Мурроу О’Браян був племінником і зятем попереднього графа. У 1800 році йому було даровано титул маркіза Томонд у перстві Ірландії. Наступного року йому було даровано титул барона Томонд з Таплоу в перстві Об'єднаного Королівства Великої Британії та Ірландії, щоб він міг бути депутатом парламенту в палаті лордів. Він помер у 1808 році не лишивши синів і титул барона Томонд зник. 
Інші його титули успадкував його племінник Вільям О’Браєн, що став ІІ маркізом Томонд. Він був третім сином капітана Едварда О’Браєна. У 1826 році йому було даровано титул барона Тадкастера, що в графстві Йорк в перстві Великої Британії. У нього не було синів і з його смертю в 1846 році титул барона Тадкастер зник. Його ірландські титули успадкував його молодший брат Джеймс О’Браєн, що став ІІІ маркізом Томонд. Він був адміралом королівського флоту. У нього не було синів, і тому після його смерті в 1855 році титул маркіза Томонд та графа Інчіквін зникли. 
У 1855 році титул барона Інчіквін успадкував його далекий родич сер Люцій О’Браєн, що став XIII бароном Інчіквін. Він мав титул V баронета О’Браєн з Лігмена (графство Клер). Титул баронета його предок Донах О’Браєн отримав в 1686 році. Донах О’Браєн був депутатом парламенту Ірландії від графстві Клер в палаті громад, він був тезкою та правнуком Донах О’Браєна (пом. 1582). 
До того як стати ХІІІ бароном Інчіквін V баронет О’Браєн – сер Люцій О’Браєн представляв графство Клер в Палаті громад парламенту Великої Британії та Ірландії, згодом був представником Ірландії в парламенті. Отримав посаду лорд-лейтенанта графства Клер. Його титул успадкував його син Едвард О’Браєн, що став XIV бароном Інчіквін. Він теж був обраний до парламенту, представляв в парламенті Ірландію, теж отримав посаду лорд-лейтенанта Клер. Його син Луцій О’Браєн успадкував титул і став XV бароном Інчіквін. Він теж, як і батько був депутатом парламенту, Палати Лордів як представник Ірландії. 
На сьогодні титулом барон Інчіквін володіє його онук – Конор Майлз Джон О’Браєн – XVIII барон Інчіквін. Він народився 17 липня 1943 року, отримав титул у 1982 році у спадок від своїх дядьків Донаха О’Браєна – XVI барона Інчіквін та Федріга О’Браєна – XVII барона Інчіквін. 
В ірландській шляхті лорд Інчіквін – це вождь клану О’Браєн та король Томонду. Резиденцією баронів Інчіквін був замок Дромоленд. Нинішній барон Інчіквін зі своєю дружиною – леді Гелен Інчіквін живе в Томонд-Хаусі, що стоїть недалеко від замку Дромоленд. У нього дві доньки – її світлість Слейні О’Браєн та її світлість Люсі О’Браєн.

## Династія перів Інчіквін

### Барони Інчіквін
- Мурроу О’Браєн (помер 1551) – І граф Томонд, І барон Інчіквін
- Дермод О’Браєн (помер 1 травня 1557) – ІІ барон Інчіквін
- Мурроу Мак Дермот О’Браєн (1550 – 1574) – ІІІ барон Інчіквін
- Мурроу О’Браєн (1563 – 1597) – IV барон Інчіквін
- Дермод О’Браєн (1594 – 1624) – V барон Інчікін
- Мурроу О’Браєн (1618 – 1674) – VI барон Інчіквін (нагороджений титулом граф Інчіквін у 1654)

### Графи Інчіквін
- Мурроу О’Браєн (1618–1674) – І граф Інчіквін, VI барон Інчіквін
- Вільям О’Браєн (1640 – 1692) – ІІ граф Інчіквін, VII барон Інчіквін
- Вільям О’Браєн (1662 – 1719) – III граф Інчіквін, VIII барон Інчіквін
- Вільям О’Браєн (1700 – 1777) – IV граф Інчіквін, IX барон Інчіквін
- Мурроу О’Браєн (1726 – 1808) – V граф Інчіквін, X барон Інчіквін  (нагороджений титулом маркіз Томонд у 1800 році)

### Маркізи Томонд
- Мурроу О’Браєн (1726 – 1808) – І маркіз Томонд, V граф Інчіквін, Х барон Інчіквін
- Вільям О’Браєн (1765 – 1846) – ІІ маркіз Томонд, VI граф Інчіквін, XI барон Інчіквін
- Джеймс О’Браєн (1768 – 1855) – III маркіз Томонд, VII граф Інчіквін, XII барон Інчіквін

### Барони Інчіквін
- Луцій О’Браєн (1800 – 1872) – XIII барон Інчіквін
- Едвард Донах О’Браєн (1839 – 1900) – XIV барон Інчіквін
- Луцій Вільям О’Браєн (1864 – 1929) – XV барон Інчікін
- Донах Едвард Фостер О’Браєн (1897 – 1968) – XVI барон Інчіквін
- Федріг Люцій Амвросій О’Браєн (1900 – 1982) – XVII барон Інчіквін
- Конор Майлз Джон О’Брайен (нар. 1943) – XVIII барон Інчіквін

Спадкоємцем титулу вважається другий двоюрідний брат теперішнього власника титулу Конор Джон Ентоні О’Браєн (народився 1952 р.). Наступним спадкоємцем є його єдиний син Фіонн Мурроу О’Брайен (1987 р. н.).  

### Баронети О’Браєн з Лігмена
- Сер Донах О’Браєн (пом. 1717) – І баронет О’Браєн з Лігмена
- Сер Едвард О’Браєн (пом. 1765) – ІІ баронет О’Браєн з Лігмена
- Сер Люціус О’Браєн (пом. 1795) – ІІІ баронет О’Браєн з Лігмена
- Сер Едвард О’Браєн (пом. 1837) – IV баронет О’Браєн з Лігмена
- Сер Люцій О’Браєн (1800 – 1872) – V баронет О’Браєн з Лігмена (отримав титул барона Інчіквін у 1855)

### Вожді клану О’Браєн
- Мурроу ан Таніст О’Браєн (пом. 1551)
- Донах О’Браєн (пом. 29 вересня 1582)
- Конор О’Браєн (пом. 1603)
- Донах О’Браєн (пом. 1635)
- Конор О’Браєн (1617 – 1651)
- Донах О’Браєн (1642 – 1717)
- Луцій О’Браєн (1675 – 1717)
- Едвард О’Браєн (1705 – 1765)
- Луцій О’Браєн (1731 – 1795)
- Едвард О’Браєн (1773 – 1837)
- Луцій О’Браєн (1800 – 1872)
- Едвард О’Браєн (1839 – 1900)
- Луцій О’Браєн (1864 – 1929)
- Фіонн О’Браєн (1903 – 1977)
- Конор Майлз Джон О’Браєн (нар. 1943)